# مردخاي هود
الجنرال مردخاي هود (بالعبرية: מרדכי הוד‏) (28 سبتمبر 1926- 29 يونيو 2003)، هو رئيس القوات الجوية الإسرائيلية أثناء حرب يونيو 1967.